# Pierre Ngayewang
Pierre Ngayewang, né vers 1923 à Batié au Cameroun, est un infirmier, commerçant, entrepreneur, sénateur , ministre camerounais.

## Biographie

### Enfance, éducation et débuts
Pierre Ngayewang serait né vers 1923 à Batié au Cameroun. Il effectue ses études primaires à la mission catholique Bafang au Cameroun. Après avoir exercé la profession d'infirmier, il devient entrepreneur et commerçant.

### Carrière
En mars 1952, il est candidat aux élections territoriales sur la liste de « Réconciliation de tous les Bamiléké » qui est battue. Il s'inscrit alors au Bloc démocratique camerounais. Il est également membre de l'Union sociale camerounaise. 
En 1955, il effectue un séjour en France au sein d'une délégation de notables envoyée à la demande du député du Cameroun à l'Assemblée nationale, Douala Manga Bell. Candidat malheureux aux élections municipales de Douala.
Il est élu le 23 décembre 1956 député de Bafoussam à l'Assemblée législative du Cameroun sur la liste d'Union et progrès Bamiléké aux côtés de Samuel Wanko et Joseph Kamga.
À la suite de son élection au Conseil de la République le 23 février 1958, en remplacement d'Henri Chamaulte, décédé, une protestation relative à son âge exact a été adressée, contestant qu'il ait atteint l'âge de 35 ans requis pour exercer le mandat de sénateur. Le bureau du Conseil de la République tranche en faveur de Pierre Ngayewang. Son  mandat s'achève le 9 décembre 1958
Au Conseil de la République, il rejoint le groupe des Républicains indépendants et siège comme membre suppléant à la commission de la France d'outre mer. 
Les 2 et 3 juin 1958, il vote en faveur des pleins pouvoirs et de la révision constitutionnelle.
Il est le premier des ministres de l'élevage dans le gouvernement d'Ahmadou Ahidjo,.